# Festival du Nouveau Cinéma de Montreal
O Festival du nouveau cinéma ou FNC (em tradução livre: Festival do Novo Cinema) é um festival de cinema independente realizado anualmente em Montreal, apresentando filmes independentes de todo o mundo.  Mais de 160.000 pessoas participam do festival a cada ano. É um dos festivais de cinema mais antigos do Canadá. O festival é um dos qualificadores para o Oscar de curta-metragem. 

## História
Fundado em 1971, o Festival recebe durante doze dias cineastas de Quebec, canadenses e internacionais em um ambiente amigável onde o intercâmbio entre os profissionais da indústria e o grande público é incentivado.
Ao longo dos anos, o festival trouxe ao público trabalhos iniciais de cineastas como Atom Egoyan, Denis Villeneuve, Guy Maddin, Jim Jarmusch, Abbas Kiarostami, Spike Lee, Wim Wenders, Raymond Depardon, Jane Campion, Pedro Almodóvar, Wong Kar-wai , Peter Greenaway, Chantal Akerman, Kleber Mendonça Filho e Marguerite Duras.

## Seções
- 'Compétition internationale'  destacando as perspectivas únicas dos cineastas que moldarão o cinema de amanhã
- 'Compétition nationale' , cinema canadense local
- 'Temps Ø' , o bando selvagem ou ousados rebeldes cinematográficos e filmes de aventura
- 'Incontournables' , os maiores nomes do cinema
- 'Les Nouveaux alchimistes' , uma seleção de filmes que desafia os limites, quebra as regras e explora o potencial criativo sem limites que o meio oferece
- 'Panorama internacional' , longas-metragens internacionais
- 'Histoire (s) du cinéma' , retrospectivas sobre as obras que deixaram sua marca
- 'Présentations spéciales' , uma seção eclética que apresenta obras inusitadas
- 'FNC Explore' , programas imersivos, interativos e de realidade virtual que são gratuitos e abertos para todos
- 'FNC Forum' , uma incubadora de rede da indústria
- 'P'tits loups' , novo cinema para crianças de todos os tempos
- 'Les Rencontres pancanadiennes du cinéma étudiant'  ou  'RPCE' , uma competição nacional de curtas-metragens estudantis

## Prêmios
- Louve d'or
- Daniel Langlois Innovation Award
- Prix d’interprétation
- Fipresci Prize
- Focus Grand Prize
- Loup argenté - short film
- Grand Prix Focus Short Film
- Temps Ø People's Choice Award
- Nouveaux alchimistes Prize
- Experimentation Award
- Dada Award
- P'tits loups Award